# Sindaci di Bivona
Segue la cronotassi dei sindaci di Bivona, dal 1860 ad oggi.

## Regno d'Italia
Di seguito è riportato l'elenco dei sindaci in carica durante il Regno d'Italia (1861-1946):
| Periodo | Periodo | Primo cittadino          | Partito | Carica   | Note |
| ------- | ------- | ------------------------ | ------- | -------- | ---- |
| 1860    | 1860    | Alfonso De Bono          |         | Sindaco  |      |
| 1860    | 1860    | Francesco Trizzino       |         | Sindaco  |      |
| 1860    | 1860    | Vincenzo De Bono         |         | Sindaco  |      |
| 1861    | 1863    | Antonino Pecoraro        |         | Sindaco  |      |
| 1864    | 1864    | Onofrio Panepinto        |         | Sindaco  |      |
| 1864    | 1866    | Domenico Perricone       |         | Sindaco  |      |
| 1867    | 1867    | Onofrio Panepinto        |         | Sindaco  |      |
| 1868    | 1868    | Giacomo Crevis           |         | R. Comm. |      |
| 1868    | 1868    | Antonino Guggino         |         | Sindaco  |      |
| 1868    | 1869    | Paolo Cosenza            |         | Sindaco  |      |
| 1870    | 1870    | Domenico Perricone       |         | Sindaco  |      |
| 1871    | 1871    | Antonino Guggino         |         | R. Comm. |      |
| 1871    | 1874    | Antonino Guggino         |         | Sindaco  |      |
| 1874    | 1875    | Gabriele Trizzino        |         | Sindaco  |      |
| 1875    | 1878    | Domenico Perricone       |         | Sindaco  |      |
| 1878    | 1879    | Damaso De Bono           |         | Sindaco  |      |
| 1879    | 1879    | Onofrio Guggino Sirretta |         | Sindaco  |      |
| 1879    | 1879    | Damaso De Bono           |         | Sindaco  |      |
| 1879    | 1880    | Domenico Perricone       |         | Sindaco  |      |
| 1880    | 1881    | Damaso De Bono           |         | Sindaco  |      |
| 1882    | 1895    | Alfonso Bullara          |         | Sindaco  |      |
| 1895    | 1897    | Francesco Guggino        |         | Sindaco  |      |
| 1897    | 1897    | Emanuele Guggino         |         | Sindaco  |      |
| 1897    | 1902    | Giovanni Puccio          |         | Sindaco  |      |
| 1902    | 1902    | Luigi Adinolfi           |         | R. Comm. |      |
| 1902    | 1906    | Giuseppe Bullara         |         | R. Comm  |      |
| 1906    | 1907    | Francesco Ferlita        |         | R. Comm  |      |

## Repubblica Italiana
Di seguito è riportato l'elenco dei sindaci in carica durante la Repubblica Italiana (1946-oggi)
| Periodo        | Periodo        | Primo cittadino    | Partito                                                    | Carica     | Note |
| -------------- | -------------- | ------------------ | ---------------------------------------------------------- | ---------- | ---- |
| agosto 1982    | luglio 1983    | Rosario Grano      |                                                            | Sindaco    |      |
| luglio 1983    | gennaio 1984   | Francesco Cuccia   |                                                            | Sindaco    |      |
| gennaio 1984   | novembre 1985  | Pietro Cinà        |                                                            | Sindaco    |      |
| novembre 1985  | settembre 1986 | Duilio Pecoraro    |                                                            | Sindaco    |      |
| settembre 1986 | febbraio 1988  | Carmelo Bellomo    |                                                            | Sindaco    |      |
| febbraio 1988  | giugno 1988    | Giovanni Di Cara   |                                                            | Comm. Reg. |      |
| giugno 1988    | febbraio 1991  | Carmelo Bellomo    |                                                            | Sindaco    |      |
| febbraio 1991  | ottobre 1992   | Pietro Musso       |                                                            | Sindaco    |      |
| ottobre 1992   | marzo 1993     | Carmelo Bellomo    |                                                            | Sindaco    |      |
| marzo 1993     | novembre 1993  | Saverio Schembri   |                                                            | Comm. Reg. |      |
| novembre 1993  | maggio 2002    | Giovanni Panepinto | Partito Democratico della Sinistra Democratici di Sinistra | Sindaco    |      |
| maggio 2002    | maggio 2007    | Vincenzo Di Salvo  | Democratici di Sinistra                                    | Sindaco    |      |
| maggio 2007    | maggio 2012    | Giovanni Panepinto | Partito Democratico                                        | Sindaco    |      |
| maggio 2012    | giugno 2017    | Giovanni Panepinto | Partito Democratico                                        | Sindaco    |      |
| giugno 2017    | giugno 2022    | Milko Cinà         | Lista civica                                               | Sindaco    |      |
| giugno 2022    | in carica      | Milko Cinà         | Lista civica                                               | Sindaco    |      |